# Chris Amon Racing

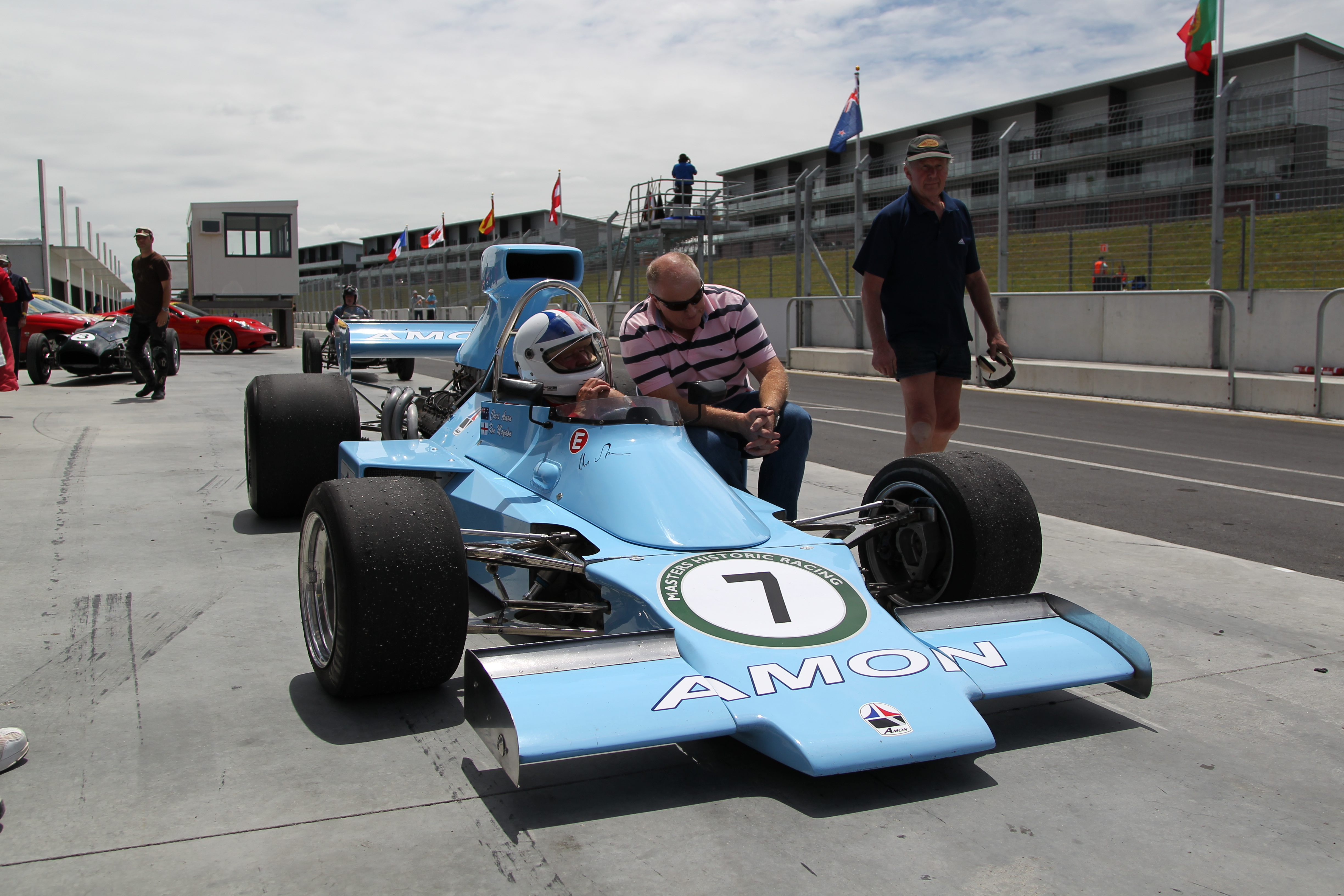
Amon AF101 en una exhibición en 2011.

Chris Amon Racing fue un equipo y constructor de Fórmula 1 creada por el piloto neozelandés Chris Amon, que participó en 5 Grandes Premios.

## Historia
La primera participación del equipo de Amon fue en 1966, a bordo de un Brabham privado. Fue en el GP de Italia, donde no pasó la clasificación.
En 1974, Chris Amon era un piloto veterano (debutó en 1963) que había competido en Ferrari, March y Matra, aunque no pudo conseguir ninguna victoria. Al final de la temporada decidió retirarse, pero el nuevo equipo italiano Tecno le ofreció un volante. El proyect pretendía desarrollar un nuevo motor de 12 cilindros diseñado por Gianfranco y Luciano Pederzani, con un chasis diseñado por Gordon Fowell y David Yorke. Sin embargo las relaciones entre italianos e ingleses no fueron cordiales y el equipo se rompió al final de temporada.
Para la temporada de 1974, el neozelandés decide financiar, con ayuda de John Dalton, un nuevo monoplaza diseñado por Gordon Fowell, el AF101, basado en un monocasco de aluminio con el motor Cosworth DFV y caja de cambios Hewland, que presentaba la inusual posición del depósito de gasolina entre el piloto y el motor y unas novedosas suspensiones de titanio. La aerodinámica era también compleja, parecida a la de equipos punteros como Lotus o March.
El equipo pronto tuvo problemas financieros que le impidieron desarrollar el monoplaza e incluso presentarse en algunas carreras. Debutó en el GP de España en Jarama, clasificándose en la penúltima posición de la parrilla y abandonando a las 22 vueltas. No se presentó en Bélgica, y en Mónaco, aunque se clasificó en el puesto 20, no pudo tomar la salida por un problema en el distribuidor. De nuevo faltó en cuatro GGPP y a la vuelta en Nürburgring, Amon se enfermó y le sustituyó Larry Perkins, que estrelló el monoplaza en la clasificación. Tampoco logró Amon clasificarlo en Monza. Con graves apuros económicos se decidió cerrar el equipo y Amon corrió las dos últimas carreras del año para BRM.

## Resultados

### Fórmula 1
(Clave) (negrita indica pole position) (cursiva indica vuelta rápida)

| Año     | Chasis       | Motor       | Neu. | Pilotos       | 1   | 2   | 3   | 4   | 5   | 6   | 7   | 8   | 9   | 10  | 11  | 12  | 13  | 14  | 15  | Puntos | Pos. |
| ------- | ------------ | ----------- | ---- | ------------- | --- | --- | --- | --- | --- | --- | --- | --- | --- | --- | --- | --- | --- | --- | --- | ------ | ---- |
| 1966    | Brabham BT11 | BRM V8      | D    |               | MON | BEL | FRA | GBR | NED | GER | ITA | USA | MEX |     |     |     |     |     |     | -      | -    |
| 1966    | Brabham BT11 | BRM V8      | D    | Chris Amon    |     |     |     |     |     |     | DNQ |     |     |     |     |     |     |     |     | -      | -    |
| 1974    | AF101        | Cosworth V8 | F    |               | ARG | BRA | RSA | ESP | BEL | MON | SWE | NED | FRA | GBR | GER | AUT | ITA | CAN | USA | 0      | NC   |
| 1974    | AF101        | Cosworth V8 | F    | Chris Amon    |     |     |     | Ret | DNP | DNS |     |     |     |     | DNQ |     | DNQ |     |     | 0      | NC   |
| 1974    | AF101        | Cosworth V8 | F    | Larry Perkins |     |     |     |     |     |     |     |     |     |     | DNQ |     |     |     |     | 0      | NC   |
| Fuente: |              |             |      |               |     |     |     |     |     |     |     |     |     |     |     |     |     |     |     |        |      |